# Chorisops tunisiae
Chorisops tunisiae är en tvåvingeart som först beskrevs av Becker 1915.  Chorisops tunisiae ingår i släktet Chorisops och familjen vapenflugor. Inga underarter finns listade i Catalogue of Life.